# Fritz Thiele
Fritz Thiele (né le 14 avril 1894 à Berlin, mort le 4 septembre 1944 dans la même ville) est un officier allemand, résistant au nazisme.

## Biographie
Fritz Thiele s'engage le 7 mars 1914 dans l'armée prussienne en tant que porte-drapeau. Fils d'un directeur, il est affecté au 6e bataillon de télégraphie. Lorsque la Première Guerre mondiale éclate, il est transféré le 2 août 1914 à la division de communication du 9e corps d'armée. Il participe au front de l'Ouest jusqu'en 1918. En 1925, oberleutnant, il publie Zur Geschichte der Nachrichten-Truppe 1899-1924.
En 1936, il entre au ministère de la Reichswehr. En 1940, il est nommé chef du département des communications de la Wehrmacht au sein de l'Oberkommando der Wehrmacht. Il fait alors la connaissance d'Erich Fellgiebel et de Kurt Hahn. En janvier 1944, Thiele est promu au grade de lieutenant-général.
Ils participent ensemble au complot du 20 juillet 1944. Ce jour, à 13 heures, Thiele au Bendlerblock reçoit un appel téléphonique provenant de Fellgiebel au Wolfsschanze qui l'informe de l'échec de l'attentat et du fait que Hitler a survécu. Thiele s'oppose à donner une suite au complot. Alors que Fellgiebel est arrêté le lendemain, Thiele continue de travailler aux renseignements. Le 11 août, il est arrêté par la Gestapo, le Volksgerichtshof le condamne à la peine de mort dix jours plus tard, il est exécuté dans la prison de Plötzensee le 4 septembre.